# 陳鳳梧
陳鳳梧（1475年—1541年），字文鳴，號靜齋。江西吉安府泰和縣人，民籍，明朝政治人物。

## 生平
弘治九年（1496年）丙辰科第二甲第四名進士。改翰林院庶吉士，十一年（1498年）授刑部广西司主事。十五年升浙江司员外郎，十六年奉命江南审録重囚，多所平反，九月升湖廣提學僉事。正德四年（1509年）十月擢山西提学副使，六年七月升湖广右参政，七年四月升云南按察使，本年丁母韋安人憂去职。服阕，十年九月起补山西按察使，十一年五月丁父忧。十三年戊寅服阕，十四年七月补河南按察使。
正德末年，武宗駕崩，無子，興王朱厚熜即位，宦官谷大用前往迎接，所至横暴。唯獨陳鳳梧不屈。十六年五月升山东左布政使，十一月擢都察院右副都御史，巡撫山東，镇压矿徒王堂起事。进阶通议大夫，嘉靖二年八月協理南京都察院事，六月升南京吏部右侍郎，四年（1525年）三月三年考绩，荫孙陈圻入国子监读书，六月官至都察院右都御史、总理粮储、巡抚应天等处，六年三月以考察致仕。嘉靖二十年（1541年）四月初一日卒。贈工部尚書。

## 家族
曾祖陳與彬；祖陳公震；父陳泰，號東庵，封承德郎刑部主事赠通议大夫都察院右副都御史；母韋氏，封安人赠淑人。具慶下，弟栢；樟。